# Вулиця Шкільна (Сіверськодонецьк)
Ву́лиця Шкільна́ — вулиця у Сіверськодонецьку довжиною 490 метрів. Починається від вулиці Танкістів, перетинається з вулицями Шевченка і Травневою. Закінчується на перетині з Центральним проспектом. Забудована переважно багатоповерховими будинками. До 19 січня 2024 року мала назву 8 Березня.